# Shyne
Shyne, pseudonimo di Moses Michael Levi, nato Jamal Michael Barrow (Belize, 8 novembre 1978), è un rapper beliziano.
È balzato agli onori della cronaca nel 1999 dopo aver ferito tre persone in una sparatoria a New York. Nell'occasione si trovava col suo ex produttore Sean Combs.

## Biografia
Nato in Belize, è figlio di Dean Barrow, presidente del Belize, ma è stato allontanato dal padre quadro era bambino perché figlio illegittimo e mezzosangue. Si è trasferito quindi con la madre a Brooklyn (New York). Nel 1998 viene notato da un produttore e firma un contratto con la Bad Boy Records, etichetta che fa riferimento a Sean Combs. Ha collaborato con Mase (in Double Up) nel 1999. Il 27 dicembre 1999 in un club di Manhattan ha ferito tre persone con la pistola mentre si trovava in compagnia di Sean Combs. Il 1º giugno 2001 viene quindi condannato a 10 anni di reclusione proprio nel periodo in cui realizzava il suo primo album.
L'eponimo album Shyne esce nel settembre 2000 e ottiene il successo raggiungendo la quinta posizione della Billboard 200.
Subito dopo abbandona la Bad Boy. Nel 2004, con grande stupore da parte degli addetti ai lavori, sigla un contratto con la Def Jam. Esce quindi Godfather Buried Alive, album che raggiunge la terza posizione della classifica e che contiene le collaborazioni con Ashanti e 50 Cent. Nel 2006 si converte all'ebraismo e cambia nome in Moses Michael Levi. Nell'agosto 2009 è uscito di prigione. Nei primi anni 2010 ha collaborato con Lil Wayne, Matisyahu e altri artisti.
Nello stesso periodo fonda la Gangland.

## Discografia

### Album studio
- Shyne (2000)
- Godfather Buried Alive (2004)